# 和水町立菊水中央小学校
和水町立菊水中央小学校（なごみちょうりつきくすいちゅうおうしょうがっこう）は、かつて熊本県玉名郡和水町江田にあった公立の小学校。
2020年（令和2年）3月末をもって閉校し、和水町立菊水小学校に統合された。

## 概要
歴史
1874年（明治7年）創立。2020年（令和2年）に閉校し、146年の歴史に幕を閉じた。
校訓
「やさしく、かしこく、たくましく」
校章
校名にちなみ菊花紋章を背景にして中央に「央」の文字を配している。
校歌
作詞は藤原憬、作曲は滝本泰三による。歌詞は3番まであり、1番の歌詞中に校名の「菊水西」が登場する。

## 沿革
- 1874年（明治7年） - 「江田小学校」、「白石小学校」が創立。
- 1875年（明治8年） - 「用木小学校」、「原口小学校」が創立。
- 1886年（明治19年）- 小学校令施行により、以下のように改組・改称。
  - 江田小学校が「尋常江田小学校」と改称。用木小学校が「用水支校」（分校）となる。
  - 白石小学校が「尋常白石小学校」と改称。原口小学校が「原口支校」（分校）となる。川部田支校を設置。
- 1889年（明治22年）4月1日 - 玉名郡5村（前原・藤田・原口・瀬川・江田）が合併の上、「江田村」が成立。
- 1892年（明治25年）- 「江田尋常小学校」・「白石尋常小学校」に改称。
- 1900年（明治33年） - 以上2校を統合の上、「江田尋常小学校」となる。白石分校と原口分校を設置。
- 1906年（明治39年）4月 - 高等科を併置の上、「江田尋常高等小学校」（尋常科4年・高等科4年）に改称。白石分校を廃止。
- 1907年（明治40年）8月 - 原口分校を廃止。
- 1908年（明治41年）4月 - 改正小学校令により、尋常科（義務教育年限）が4年制から6年制に改められる。従来の尋常科4年・高等科4年を「尋常科6年・高等科2年）に改める。
- 1941年（昭和16年）4月1日 - 国民学校令施行により、「江田村江田国民学校」に改称。尋常科を初等科に改める。
- 1943年（昭和18年）7月1日 - 町制施行し、「江田町」となる。「江田町江田国民学校」に改称。
- 1947年（昭和22年）4月1日 - 学制改革（六・三制の実施）により、新制小学校「江田町立江田小学校」に改組・改称。
- 1954年（昭和29年）4月1日 - 1町（江田）および3村（花簇・川沿・東郷）が合併の上、菊水町が発足したことにより「菊水町立菊水中央小学校」に改称。
- 1981年（昭和56年）3月 - 新校舎（第一期工事）が完成。
- 1982年（昭和57年）
  - 3月 - 新校舎（第二期工事）が完成。
  - 4月 - 運動場を整備。
- 2006年（平成18年）3月1日 - 「和水町立菊水中央小学校」（最終名）に改称。
- 2008年（平成20年）4月 - 和水町立全小学校で2学期制を開始。
- 2016年（平成28年）4月 - 熊本地震により、校舎の使用を停止し、大江田区コミュニティセンターと中央公民館で授業を実施。
- 2018年（平成30年）8月 - プール新築工事に着手。校舎増築工事を開始。
- 2020年（令和2年）
  - 3月31日 - 閉校。
  - 4月1日 - 和水町立小学校4校（菊水中央・菊水西・菊水東・菊水南）が統合の上、和水町立菊水小学校が開校。旧・菊水中央小の校地・校舎が継承される。

## 交通アクセス
最寄りのバス停留所
- 九州産交バス 「江光寺」停留所

最寄りの幹線道路
- 福岡県道・熊本県道3号大牟田植木線
- 九州縦貫自動車道（高速道路）「菊水IC」

## 周辺
- 江光寺公民館分館
- 和水町中央公民館
- 和水町役場 本庁
- 和水町立菊水中学校
- 玉名警察署 江田警察官駐在所
- 菊水郵便局
- 肥後銀行江田支店
- 江光寺跡
- 江田城跡